# Saint Louis Blues
|  | Aquest article tracta sobre l'equip professional d'hoquei sobre gel. Vegeu-ne altres significats a «St. Louis Blues (desambiguació)». |

Els Saint Louis Blues són un equip professional d'hoquei sobre gel de la ciutat de Saint Louis (Missouri), Estats Units.
Actualment l'equip juga a la National Hockey League (NHL), a la Conferència Oest a la Divisió Central.
L'equip té la seu a l'Enterprise Center de 19.000 espectadors, i els seus colors són el blau clar, el blau fosc, el groc i el blanc. L'equip juga amb jersei blau i pantalons negres.

## Història

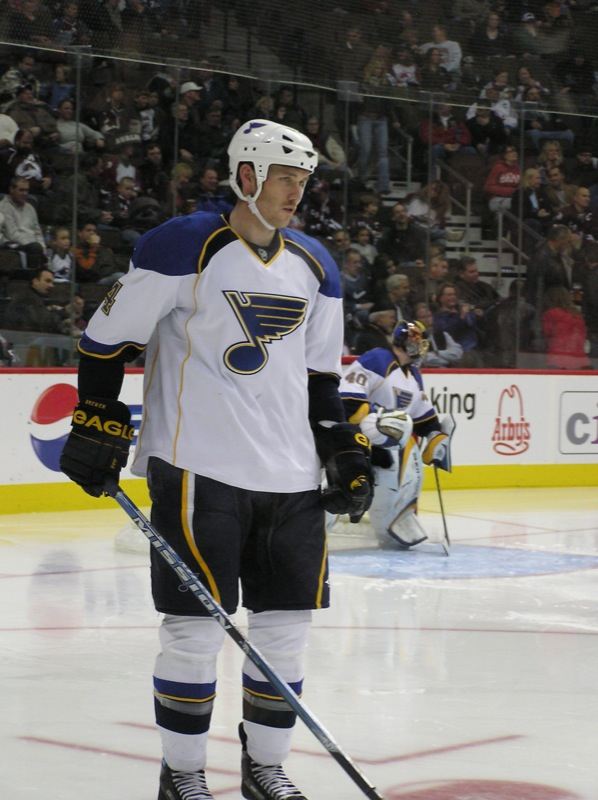
Equipació dels Saint Louis Blues

Els Saint Louis Blues van ser un dels sis equips creats per l'expansió de la lliga el 1967, amb els Minnesota North Stars, Los Angeles Kings, Philadelphia Flyers, Pittsburgh Penguins i California Seals. El 1969 i el 1970 els Blues van aconseguir el Campionat de Conferència, però no van poder guanyar la Copa Stanley al caure amb els Montreal Canadiens i els Boston Bruins respectivament. A la temporada 1999-2000 els Blues van aconseguir el Campionat de Divisió i el Trofeu dels Presidents al millor equip de la lliga regular, amb un rècord de 114 punts a la temporada regular. Però van caure a la final de conferència amb els eventuals campions, els Colorado Avalanche.
L'Enterprise Center és un palau d'esport ubicat al centre de Saint Louis, Missouri. Amb una capacitat de 18.400 espectadors, és la seu dels St. Louis Blues de la National Hockey League, però també és utilitzat per altres funcions, incloent-hi partits de la NCAA, concerts i competicions de lluita lliure professional.

## Pavelló
El pavelló Enterprise Center va obrir el 1994 com el Kiel Center. Va passar a anomenar-se Savvis Center, Scottrade Center i Enterprise Center. El darrer va ser anunciat el 21 de maig 2018, pels St. Louis Blues i representants d'Enterprise Holdings, una empresa amb seu a Saint Louis.
El palau va obrir el 1994 al mateix lloc on estava situat anteriorment el Kiel Auditorum (enderrocat el 1992), on la Universitat de Saint Louis disputava els seus partits de basquetbol. Els St. Louis Blues es van traslladar des de la St. Louis Arena al nou Kiel Center el 1994, però no serien el primer equip professional a jugar un partit al palau, cohibit per una vaga dels jugadors de la NHL. Per tant, el St. Louis Ambush, un equip de futbol sala, va avencar-se i va inaugurar el Kiel Center.
Des d'aleshores, el palau ha canviat de nom tres vegades, anomenant-se Kiel Center (1994-2000), Savvis Center (2000-2006), Scottrade Center (2006-2018) i Enterprise Center. Tants canvis de nom han resultat en l'estació adjacent del MetroLink anomenant-se simplement Civic Center (Centre Cívic).

## Palmarès
- 1 Stanley Cup: 2018-19
- 1 Trofeu dels Presidents: 1999-2000
- 2 Clarence S. Campbell Bowl: 1968-69, 1969-70